# Saint-Léonard (Marne)
Saint-Léonard is een gemeente in het Franse departement Marne (regio Grand Est) en telt 90 inwoners (2009). De plaats maakt deel uit van het arrondissement Reims.

## Geografie
De oppervlakte van Saint-Léonard bedraagt 3,0 km², de bevolkingsdichtheid is dus 30 inwoners per km².
De onderstaande kaart toont de ligging van Saint-Léonard (Marne) met de belangrijkste infrastructuur en aangrenzende gemeenten.

## Demografie
Onderstaande figuur toont het verloop van het inwonertal (bron: INSEE-tellingen).